# Veskimetsa
Veskimetsa är en stadsdel i distriktet Haabersti i västra Tallinn. Namnet är estniska för "kvarnskog". Stadsdelen är sedan 1980-talet till större delen täckt av Tallinns djurpark och hade endast 16 bofasta invånare i januari 2017. Före djurparkens anläggande 1983 var stadsdelen till stora delar militärt område.